# Stenanthium densum
Stenanthium densum är en nysrotsväxtart som först beskrevs av Louis Auguste Joseph Desrousseaux, och fick sitt nu gällande namn av Wendy Beth Zomlefer och Walter Stephen Judd. Stenanthium densum ingår i släktet Stenanthium och familjen nysrotsväxter. Inga underarter finns listade.